# جوزيف غرينوود
جوزيف غرينوود (بالإنجليزية: Joseph Greenwood)‏ هو سياسي نيوزلندي، ولد في 1818، وتوفي في 1861. انتخب عضو مجلس النواب النيوزيلندي.